# Bucht von Tokio
Die Bucht von Tokio (japanisch 東京湾 Tōkyō-wan, englisch Tokyo Bay) ist eine Bucht an der japanischen Pazifikküste. An ihr befindet sich das zurzeit weltgrößte Ballungsgebiet, die Metropolregion von Japans Hauptstadt Tokio mit etwa 37 Millionen Einwohnern (Stand 2008). An der Bucht befindet sich außerdem einer der größten asiatischen Häfen, nämlich der Hafen Yokohamas.
Ein früherer Name ist Bucht von Edo (江戸湾 Edo-wan).
Die Tōkyō-wan-Aqua-Line, eine Kombination aus Brücke und Tunnel, überquert die Bucht. Tendenziell nimmt die Größe der Bucht durch ständige Landgewinnungen im Nordteil ab. Nach der Vielzahl an künstlichen Inseln durch Landgewinnungen oder Azuma-shima, die durch Kanalbau aus einer Halbinsel entstand, ist Sarushima vor Yokosuka die größte natürliche Insel der Bucht.

## Ausdehnung

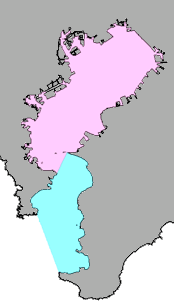
Bucht von Tokio: nördlicher Teil (rot) und südlicher Teil/Uraga-Kanal (blau)

Die Bucht von Tokio erstreckt sich von Nord nach Süd etwa 75 km und ist etwa 20 km breit. Die Fläche beträgt 1380 km² und die maximale Tiefe (an der Mündung) 700 m.
Die Bucht wird im Norden durch den Sumida und im Süden durch den Pazifischen Ozean begrenzt. Im Osten wird sie von der Bōsō-Halbinsel (bis Kap Sunosaki (洲崎), 34° 58′ 42″ N, 139° 45′ 15″ O) und im Westen von der Miura-Halbinsel (bis Kap Tsurugisaki (剱崎), 35° 8′ 26″ N, 139° 40′ 43″ O) vom Pazifik getrennt.
Der knapp 30 km lange Ausgang der Bucht ab der Linie Kap Futtsu-misaki (富津岬; 35° 18′ 46″ N, 139° 47′ 1″ O) und Kap Kannon-saki (観音崎; 35° 15′ 23″ N, 139° 44′ 46″ O) wird als Uraga-Kanal (浦賀水道, Uraga-suidō; 35° 10′ N, 139° 45′ O) bezeichnet. Teilweise wird jedoch auch nur der Bereich nördlich des Uraga-Kanals als Bucht von Tokio (im engeren Sinne) gesehen.